# Shoot for the Stars, Aim for the Moon
Shoot for the Stars, Aim for the Moon è il primo album in studio del rapper statunitense Pop Smoke, pubblicato postumo il 3 luglio 2020 dalla Victor Victor e Republic.
Il disco presenta ospiti come Quavo, Lil Baby, DaBaby, Swae Lee, Future, 50 Cent, Roddy Ricch, Tyga, Karol G e Lil Tjay. Prodotto esecutivamente da 50 Cent, collega e ispirazione di Pop Smoke, l'album ha debuttato in cima a molte classifiche nazionali, tra le quali la Billboard 200, dove il rapper è stato il primo a compiere tale impresa con un album hip hop postumo.
Il 20 luglio, in occasione di quello che sarebbe stato il ventunesimo compleanno di Pop Smoke, viene pubblicata l'edizione deluxe del disco. Essa consiste in quindici tracce aggiuntive, tra le quali sono presenti tre remix di canzoni già presenti nella pubblicazione originale, e featuring di Davido, Young Thug, Gunna, Jamie Foxx, A Boogie wit da Hoodie e Burna Boy tra gli altri.

## Descrizione
Si tratta del primo progetto postumo seguente la morte dell'artista, avvenuta il 19 febbraio 2020. L'album presenta alcuni ospiti, come Lil Baby, Future, Roddy Ricch, Quavo, 50 Cent, DaBaby, Lil Tjay, Swae Lee, Tyga e Karol G.
Il disco è stato prodotto esecutivamente dal rapper statunitense 50 Cent, una delle maggiori ispirazioni di Pop Smoke. 50 Cent si è preso personalmente la responsabilità di completare l'album.
Poco prima della pubblicazione dell'album, la famiglia di Pop Smoke ha annunciato la Shoot for the Stars Foundation, una fondazione di beneficenza inizialmente organizzata da Smoke prima della sua morte. La fondazione ha lo scopo di «stabilire una piattaforma che aiuti i giovani a raggiungere i loro obiettivi nel vivere e crescere in circostanza difficili», fornendo loro accesso alla tecnologia e altre risorse.

## Antefatti
(Steven Victor, CEO dell'etichetta Victor Victor Worldwide, annuncia e motiva lo slittamento della data di pubblicazione tramite Instagram)
Annunciato originariamente a maggio 2020, l'uscita di Shoot for the Stars, Aim for the Moon era prevista il 12 giugno 2020. Tuttavia, quel giorno è stato invece pubblicato il singolo apripista dal disco, Make It Rain, realizzato con la partecipazione di Rowdy Rebel; lo stesso giorno è stato annunciato lo slittamento della data di pubblicazione del progetto al 3 luglio successivo, per rispetto delle proteste contro la brutalità poliziesca e del razzismo sistematico nate a seguito della morte dell'afroamericano George Floyd, ucciso dalla polizia statunitense. Il nome dell'album e la copertina relativa sono stati rivelati il 16 giugno assieme alla possibilità della preordinazione sul negozio online.

## Copertina

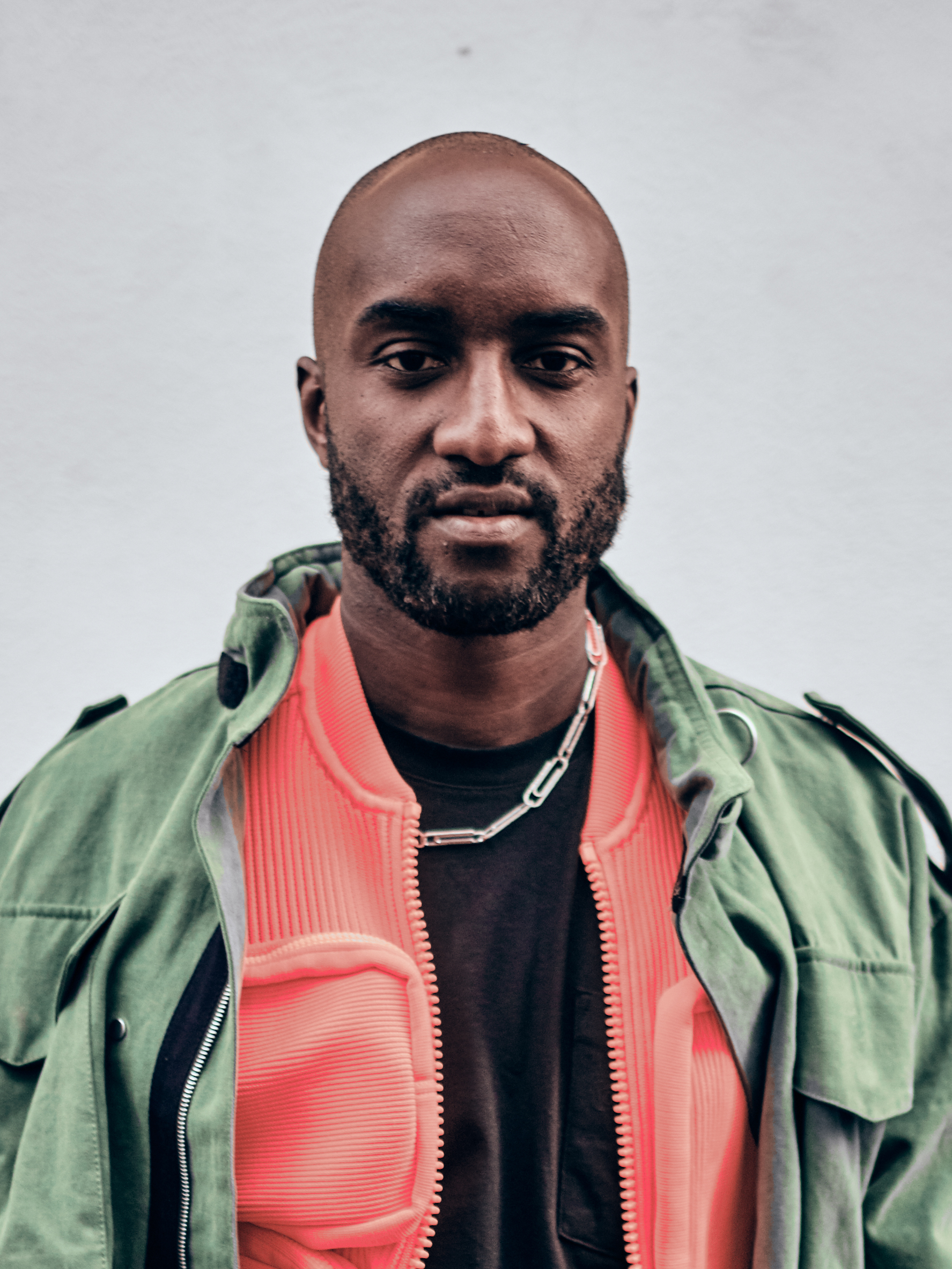
Virgil Abloh ha progettato e disegnato la prima versione della copertina di Shoot for the Stars, Aim for the Moon

La lista tracce è stata annunciata il 29 giugno 2020 assieme alla copertina del disco. Disegnata da Virgil Abloh, direttore artistico di Louis Vuitton, la copertina è stata accolta negativamente da parte dei fan, che lo hanno definito «pigro» e «affrettato», arrivando ad organizzare una petizione attraverso Change.org che ha raccolto decine di migliaia di firme. In particolare, è stato fatto notare che l'immagine usata da Abloh è il primo risultato che esce su Google Immagini se si cerca "Pop Smoke". Poche ore dopo, l'etichetta ha annunciato che la copertina sarebbe stata cambiata in tempo per la pubblicazione del disco.
Dopo aver pubblicato una spiegazione della copertina, basata su una conversazione avuta con Smoke, Abloh è stato accusato dall'artista Ryder Ripps per avergli rubato l'idea della rosa cromata e di averla «[rovinata] con un design incurante», aggiungendo che è «così triste che a qualcuno interessi così poco l'arte, il design e la memoria di un umano così amato da avvolgere il suo nome in bugie e furti».
Anche il produttore esecutivo del disco, il rapper statunitense 50 Cent, ha criticato il lavoro di Abloh; successivamente ha pubblicato sul suo profilo Instagram oltre trentacinque copertine realizzate dai fan, dicendo che «non stiamo usando questa stronzata [riferendosi alla copertina]».
La copertina finale è stata scelta poche ore prima della pubblicazione del disco dalla madre dell'artista.

## Accoglienza
| Recensione           | Giudizio |
| -------------------- | -------- |
| Album of the Year    | 69/100   |
| AllMusic             |          |
| AnyDecentMusic?      | 6,4/10   |
| Clash                | 8/10     |
| Consequence          | B–       |
| Entertainment Weekly | B        |
| Metacritic           | 70/100   |
| NME                  |          |
| Paste                | 7,2/10   |
| Pitchfork            | 6,5/10   |
| Rolling Stone        |          |
| Slant Magazine       |          |
| The Independent      |          |

Shoot for the Stars, Aim for the Moon è stato accolto positivamente da parte della critica specializzata. L'aggregatore di recensioni Metacritic ha assegnato al disco un punteggio di 70 su 100, basato su tredici recensioni.
Mike Milenko di Clash ha affermato che l'album «merita una posizione vicino alla vetta della classifica [dei migliori album del 2020]», aggiungendo che «l'album non è innovativo. Sono sicuro che se Pop fosse vivo, avrebbe portato il disco in una direzione diversa, con meno digitalizzazione della voce». Dhruva Balram di NME definisce il disco come un progetto contenente sfumature di R&B: «la seconda metà dell'album tende a serpeggiare, specialmente con tracce pesantemente R&B come Mood Swings e What You Know About Love, che mostrano l'ambizione del ventenne di spaziare in più generi». In seguito, conclude dicendo che il disco «mette in mostra un artista da mille sfaccettature che sta scoprendo il suo potenziale». Secondo Roisin O'Connor dell'Independent, Shoot For The Stars, Aim For The Moon «è il lavoro di qualcuno il cui successo sarebbe stato stratosferico». Per Danny Schwartz di Rolling Stone il disco elegge Smoke come «diretto discepolo di 50 Cent», cosa che si può notare sia dalle loro «somiglianze nel timbro vocale e nelle cadenze» che dal «melodismo colloquiale e rilassato che Pop esplora in tutto l'album». Alphonse Pierre di Pitchfork afferma che l'album è «grande, lucido, versatile, ricco di funzionalità e caricato di canzoni adatte alle radio e alle playlist».
In una recensione negativa, assegnandogli due stelle su cinque, Charles Lyons-Burt di Slant Magazine dice che «Shoot for the Stars, Aim for the Moon ha perso di vista la specificità locale, il carisma bizzarro e l'energia che hanno portato in alto Pop Smoke».

## Tracce
1. Bad Bitch from Tokyo (Intro) – 0:48 (testo: Bashar Jackson, Andre Loblack, Ebony Oshunrinde, Julius Alexander-Brown – musica: 808Melo, WondaGurl, Jenius)
2. Aim for the Moon (feat. Quavo) – 2:56 (testo: Bashar Jackson, Quavious Marshall, Andre Loblack, Ebony Oshunrinde, Sadiki Forbes, Daniel Deleyto, Dylan Cleary-Krell, Tyrone Penman – musica: 808Melo, WondaGurl, 5ive Beatz, Dani, Dez Wright, Tyy Beats)
3. For the Night (feat. Lil Baby & DaBaby) – 3:10 (testo: Bashar Jackson, Dominique Jones, Jonathan Kirk, Michael Dean, Alex Petit, Christoffer Buchardt Marcussen, Daniel Moras Raab – musica: CashMoneyAP, Palaze, Daniel Moras Raab, Wylo, Jess JAckson, Mike Dean)
4. 44 Bulldog – 2:31 (testo: Bashar Jackson, David Gbeminiyi, Fabian Mora – musica: Mobz Beatz, Mora Beats)
5. Gangstas – 2:40 (testo: Bashar Jackson, Alex Petit, Ellis Newton – musica: CashMoneyAP, Swirv)
6. Yea Yea – 3:06 (testo: Bashar Jackson, Hanak Akyol, Joseph Boyden – musica: HakzBeats, SephGotTheWaves)
7. Creature (feat. Swae Lee) – 3:23 (testo: Bashar Jackson, Khalif Brown, Newton, Jerome Eversley, Ryan Press, Steven Victor, Andre Loblack, Derrick Grey – musica: 808Melo, Swirv, Pitt Tha Kid, Yung Swisher)
8. Snitching (feat. Quavo & Future) – 4:19 (testo: Bashar Jackson, Quavious Marshall, Nayvadius Wilburn, Tyron Douglas, Seth Jones – musica: Buddah Bless, SethTheChef)
9. Make It Rain (feat. Rowdy Rebel) – 3:22 (testo: Bashar Jackson, Chad Marshall, Alyamani Ouadah – musica: Yamaica)
10. The Woo (feat. 50 Cent & Roddy Ricch) – 3:22 (testo: Bashar Jackson, Curtis Jackson, Rodrick Moore, Andre Loblack, John Lucas, Adam Hashim, Jess Jackson, Andrew Loffa, Karriem Mack, Billy Jones – musica: 808Melo, JW Lucas, Rxcksta, Jess Jackson, DJ Drewski, K-MAck, Billy J)
11. Weast Coast Shit (feat. Tyga & Quavo) – 3:12 (testo: Bashar Jackson, Micheal Stevenson, Quavious Marshall, Dijon McFarlan, Uforo Ebong – musica: Mustard, Bongo ByTheWay)
12. Enjoy Yourself (feat. Karol G) – 3:18 (testo: Bashar Jackson, Carolina Navarro, Karim Kharbouch, Pierre Meador, Richard Butler, Christoffer Buchardt Marcussen, Lucas Grob – musica: Palaze, Luci G)
13. Mood Swings (feat. Lil Tjay) – 3:33 (testo: Bashar Jackson, Tione Merritt, Omar Gomez, DeAndre Sumpter – musica: Beat Menace, Dizzy Banks)
14. Something Special – 2:38 (testo: Bashar Jackson, Ken Ifill, John Jackson, Tamia Washington, Ernesto Shaw, Tim Kelley, Lionel Richie, Ronald LaPread – musica: Kdi)
15. What You Know Bout Love – 2:40 (testo: Bashar Jackson, Tashim Zene, Elgin Lumpkin, Troy Oliver – musica: Tash)
16. Diana (feat. King Combs) – 3:09 (testo: Bashar Jackson, Christian Combs, Pierre Rene Jr., Anthony Blagmon, Stephen Garrett, Tim Mosley – musica: SpunkBigga)
17. Got It on Me – 2:45 (testo: Bashar Jackson, Dmytro Luchko, Curtis Jackson, Darrell Branch, Luis Resto, Frederick Perren, Keni St. Lewis – musica: Young Devante)
18. Tunnel Vision (Outro) – 2:13 (testo: Bashar Jackson, Jugraj Nagra, Carson Hackney – musica: 808Melo, Nagra, Carson Hackney)
19. Dior (Bonus) – 3:36 (testo: Bashar Jackson, Andre Loblack – musica: 808Melo)

Tracce bonus comprese nell'edizione deluxe
1. Hotel Lobby – 2:31 (testo: Bashar Jackson, Andre Loblack, Jess Jackson, Curtis Jackson, Andre Young, Mike Elizondo, Theron Feemster – musica: 808Melo, Jess Jackson)
2. Showin Off Pt. 1 (feat. Fivio Foreign) – 1:36 (testo: Bashar Jackson, Maxie Ryles III, Andre Loblack – musica: 808Melo)
3. Showin Off Pt. 2 (feat. Fivio Foreign) – 3:12 (testo: Bashar Jackson, Maxie Ryles, Manalla Yusuf, Szymon Świątczak – musica: Axl, SZAMZ)
4. Iced Out Audemars (feat. Dafi Woo) – 3:03 (testo: Bashar Jackson, Khadafi Julio, Ricardo Lamarre, John Stevens – musica: Rico Beats, BigBroLGND)
5. Woo Year (feat. Dread Woo) – 3:02 (testo: Bashar Jackson, Jahkeem Haughton, Alex Petit, Kiowa Roukema – musica: CashMoneyAP, YoungKio)
6. Tsunami (feat. Davido) – 3:29 (testo: Bashar Jackson, David Adeleke, Andre Loblack – musica: 808Melo)
7. Backseat (feat. PnB Rock) – 2:51 (testo: Bashar Jackson, Rakim Allen, Andre Loblack – musica: BloodPop)
8. Imperfections (Interlude) – 1:48 (testo: Bashar Jackson, Damil Coste, Joseph Zoumboulias, Shaffer Smith, Kameron Houff, Scott Storch – musica: DLo, JoeFromYO)
9. She Feelin Nice (feat. Jamie Foxx) – 2:35 (testo: Bashar Jackson, Eric Bishop, Ebony Oshunrinde, RD Whittington – musica: WondaGurl, RD Whittington)
10. Paranoia (feat. Young Thug & Gunna) – 3:33 (testo: Bashar Jackson, Jeffery Williams, Sergio Kitchens, Andre Loblack, Keren Wolfsohn, Paul Bogumi Goller – musica: 808Melo, The Elements)
11. Hello (feat. A Boogie wit da Hoodie) – 3:11 (testo: Bashar Jackson, Julius Dubose, Alex Petit, Ricardo Lamarre, Jason Avalos – musica: CashMoneyAP, Rico Beats, L3gion)
12. Be Clearr – 3:22 (testo: Bashar Jackson, Gerail Harvey – musica: Relly Beats)
13. Yea Yea (feat. Queen Naija) (Remix) – 3:37 (testo: Bashar Jackson, Queen Bulls, Hanak Akyol, Joseph Boyden – musica: Hakz Beats, SephGotTheWaves)
14. Diana (feat. King Combs & Calboy) (Remix) – 3:54 (testo: Bashar Jackson, Christian Combs, Calvin Woods, Anthony Blagmon, Stephen Garrett, Tim Mosley, Pierre Rene Jr. – musica: SpunkBigga)
15. Enjoy Yourself (feat. Burna Boy) (Remix) – 3:18 (testo: Bashar Jackson, Damini Ogulu, Richard Butler, Kharbouch, Pierre Meador, Christoffer Buchardt Marcussen, Lucas Grob – musica: Palaze, Luci G)

Tracce bonus comprese nell'edizione Target
1. Hello (feat. A Boogie wit da Hoodie) – 3:11 (testo: Bashar Jackson, Artist Dubose, Alex Petit, Ricardo Lamarre, Jason Avalos – musica: CashMoneyAP, Rico Beats, L3gion)
2. Hotel Lobby – 2:31 (testo: Bashar Jackson, Andre Loblack, Jess Jackson, Curtis Jackson, Andre Young, Mike Elizondo, Theron Feemster – musica: 808Melo, Jess Jackson)

Crediti
- Enjoy Yourself contiene un sample di Drink Freely, singolo di French Montana scritto da Karim Kharbouch, Richard Butler Jr. e Pierre Meador.
- Something Special contiene un sample di Into You, singolo di Fabolous scritto da John Jackson, Tamia Washington, Ernesto Shaw, Tim Kelley, Lionel Richie e Ronald LaPread.
- What You Know Bout Love contiene un sample di Differences, singolo di Ginuwine.
- Diana contiene un sample di Cheers 2 U, singolo dei Playa scritto da Jawaan Peacock, Benjamin Bush, Stephen Garrett e Timbaland.
- Alcune parti del testo di Got It on Me sono riprese da Many Men (Wish Death), singolo di 50 Cent.
- Alcune parti del testo di The Woo sono riprese da Candy Shop, singolo di 50 Cent.

## Formazione
Musicisti
- Pop Smoke – voce
- Quavo – voce aggiuntiva (tracce 2, 8 e 11)
- Lil Baby – voce aggiuntiva (traccia 3)
- DaBaby – voce aggiuntiva (traccia 3)
- Swae Lee – voce aggiuntiva (traccia 7)
- Future – voce aggiuntiva (traccia 8)
- Rowdy Rebel – voce aggiuntiva (traccia 9)
- 50 Cent – voce aggiuntiva (traccia 10)
- Roddy Ricch – voce aggiuntiva (traccia 10)
- Tyga – voce aggiuntiva (traccia 11)
- Karol G – voce aggiuntiva (traccia 12)
- Lil Tjay – voce aggiuntiva (traccia 13)
- King Combs – voce aggiuntiva (traccia 16)

Produzione
- Jess Jackson – mastering
- Jaycen Joshua – missaggio
- Jess Jackson – missaggio
- Ken Ifill – missaggio
- Leslie Brathwaite – missaggio
- Rob Kinelski – missaggio
- DJ Riggins – assistente al missaggio
- Jacob Richards – assistente al missaggio
- Mike Seaberg – assistente al missaggio
- Sage Skolfield – assistente al missaggio
- Todd Cooper  – assistente al missaggio
- Barrington Hall – registrazione
- Corey Nutile – registrazione
- Nate Alford – registrazione
- Navin Upamaka – registrazione
- Yung Ave – registrazione
- 808Melo – produzione (tracce 1, 2, 7, 10, 18 e 19)
- WondaGurl – produzione (traccia 2)
- 5ive Beatz – produzione (traccia 2)
- Dani – produzione (traccia 2)
- Dez Wright – produzione (traccia 2)
- Tyy Beats – produzione (traccia 2)
- CashMoneyAP – produzione (tracce 3 e 5)
- Palaze – produzione (traccia 12)
- Daniel Moras Raab – produzione (traccia 3)
- Mobz Beatz – produzione (traccia 4)
- Mora Beats – produzione (traccia 4)
- Swirv – produzione (traccia 5)
- HakzBeats – produzione (traccia 6)
- SephGotTheWaves – produzione (traccia 6)
- Buddah Bless – produzione (traccia 8)
- SethTheChef – produzione (traccia 8)
- Yamaica – produzione (traccia 9)
- Mustard – produzione (traccia 11)
- Bongo ByTheWay – produzione (traccia 11)
- Luci G – produzione (traccia 12)
- Beat Menace – produzione (traccia 13)
- Dizzy Banks – produzione (traccia 13)
- Kdi – produzione (traccia 14)
- Tash – produzione (traccia 15)
- SpunkBigga – produzione (traccia 16)
- Young Devante – produzione (traccia 17)
- Nagra – produzione (traccia 18)
- Carson Hackney – produzione (traccia 18)

## Successo commerciale
Shoot for the Stars, Aim for the Moon ha debuttato in cima alla Billboard 200 con 251 000 unità equivalenti ad album, di cui 59 000 vendite pure, diventando la prima numero uno nella classifica statunitense per Pop Smoke. Il rapper è così diventato il primo artista hip hop a raggiungere il vertice della Billboard 200 con un album di debutto postumo, nonché il quarto artista hip hop (dopo The Notorius B.I.G., Tupac Shakur e XXXTentacion) a raggiungere tale posizione postumamente. Nella pubblicazione del 18 luglio 2020, le diciannove tracce del disco hanno accumulato 268,44 milioni di stream sulle piattaforme digitali. La totalità di esse è presente contemporaneamente nella Billboard Hot 100, stabilendo un record detenuto in precedenza da XXXTentacion e Mac Miller con dieci tracce.
Nel Regno Unito l'album ha inizialmente debuttato alla 2ª posizione della Official Albums Chart nella settimana del 16 luglio 2020 con 19 758 copie vendute, segnando la prima top ten del rapper. Dopo dodici settimane è salito alla vetta grazie alla vendita di 9 665 unità, facendo di Pop Smoke il primo artista a raggiungere questo traguardo con un album di debutto postumo.

## Classifiche

### Classifiche settimanali
| Classifica (2020-21) | Posizione massima |
| -------------------- | ----------------- |
| Australia            | 1                 |
| Austria              | 1                 |
| Belgio (Fiandre)     | 2                 |
| Belgio (Vallonia)    | 3                 |
| Canada               | 1                 |
| Danimarca            | 1                 |
| Estonia              | 1                 |
| Finlandia            | 1                 |
| Francia              | 3                 |
| Germania             | 9                 |
| Grecia               | 1                 |
| Irlanda              | 1                 |
| Islanda              | 1                 |
| Italia               | 9                 |
| Lituania             | 5                 |
| Norvegia             | 1                 |
| Nuova Zelanda        | 1                 |
| Paesi Bassi          | 1                 |
| Regno Unito          | 1                 |
| Repubblica Ceca      | 4                 |
| Slovacchia           | 5                 |
| Spagna               | 26                |
| Stati Uniti          | 1                 |
| Svezia               | 2                 |
| Svizzera             | 1                 |

### Classifiche di fine anno
| Classifica (2020) | Posizione |
| ----------------- | --------- |
| Australia         | 11        |
| Austria           | 20        |
| Belgio (Fiandre)  | 14        |
| Belgio (Vallonia) | 38        |
| Canada            | 3         |
| Danimarca         | 3         |
| Francia           | 48        |
| Germania          | 71        |
| Irlanda           | 8         |
| Islanda           | 3         |
| Italia            | 50        |
| Norvegia          | 1         |
| Nuova Zelanda     | 4         |
| Paesi Bassi       | 1         |
| Regno Unito       | 6         |
| Stati Uniti       | 7         |
| Svezia            | 12        |
| Svizzera          | 10        |
| Classifica (2021) | Posizione |
| Australia         | 11        |
| Austria           | 11        |
| Belgio (Fiandre)  | 13        |
| Belgio (Vallonia) | 51        |
| Canada            | 3         |
| Danimarca         | 6         |
| Francia           | 44        |
| Germania          | 46        |
| Irlanda           | 19        |
| Islanda           | 7         |
| Italia            | 54        |
| Norvegia          | 5         |
| Nuova Zelanda     | 4         |
| Paesi Bassi       | 8         |
| Regno Unito       | 15        |
| Stati Uniti       | 3         |
| Svezia            | 33        |
| Svizzera          | 14        |
| Classifica (2022) | Posizione |
| Australia         | 28        |
| Austria           | 38        |
| Belgio (Fiandre)  | 44        |
| Belgio (Vallonia) | 96        |
| Danimarca         | 27        |
| Francia           | 107       |
| Germania          | 79        |
| Lituania          | 93        |
| Norvegia          | 26        |
| Nuova Zelanda     | 9         |
| Paesi Bassi       | 27        |
| Regno Unito       | 46        |
| Svezia            | 96        |
| Svizzera          | 47        |
| Classifica (2023) | Posizione |
| Canada            | 36        |
| Nuova Zelanda     | 17        |
| Paesi Bassi       | 57        |
| Regno Unito       | 99        |
| Stati Uniti       | 67        |
| Svizzera          | 49        |
| Classifica (2024) | Posizione |
| Portogallo        | 164       |